# Axel Drolsum

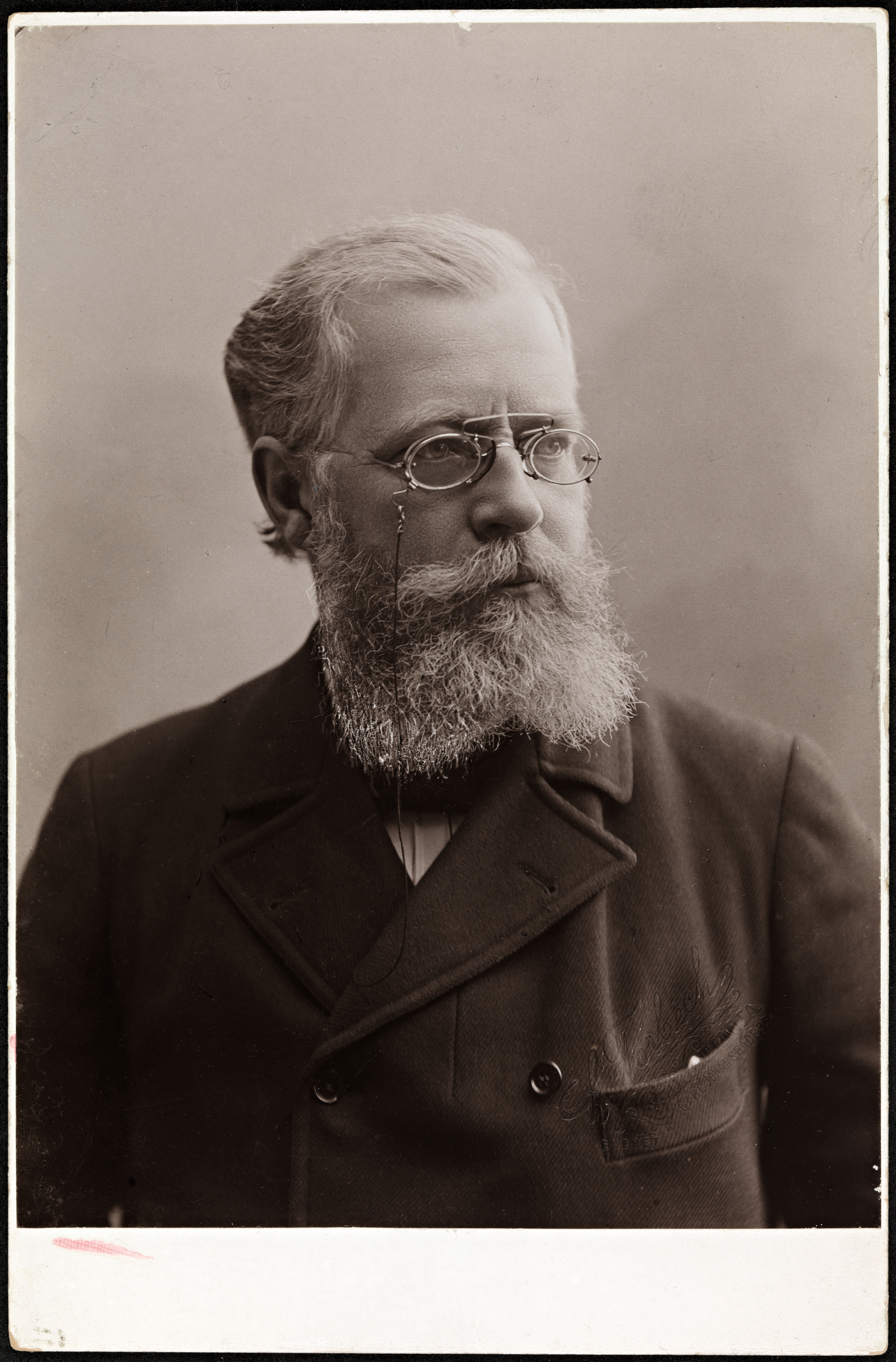
Axel Drolsum.

Axel Charlot Drolsum, född 20 augusti 1846, död 16 september 1927, var en norsk biblioteksman.
Drolsum var amanuens vid universitetsbiblioteket i Kristiania 1870, blev överbibliotekarie 1876, och inlade ett stort arbete med bibliotekets omdaning efter moderna principer. Han var en ivrig försvarsvän, och medlem i den 1909 av försvarsdepartementet tillsatta härordningskommitté. Bland Drolsums skrifter märks Om universitetsbibliotheket (1880), samt den politiska och mycket spridda Det norske folk og dets forsvarsvæsen (1887). Han utgav tillsammans med Carl Richard Unger Codex frisianus (1871) och tillsammans med J. L. Daae Illustreret verdenshistorie (6 band, 1876-80).